# Диксон (Вајоминг)
Диксон (енгл. Dixon) град је у америчкој савезној држави Вајоминг.

## Демографија
По попису из 2010. године број становника је 97, што је 18 (22,8%) становника више него 2000. године.
| Група             | 2000.      | 2010.      |
| Белци             | 75 (94,9%) | 81 (83,5%) |
| Афроамериканци    | 0 (0,0%)   | 3 (3,1%)   |
| Азијати           | 0 (0,0%)   | 0 (0,0%)   |
| Хиспаноамериканци | 1 (1,3%)   | 12 (12,4%) |
| Укупно            | 79         | 97         |